# Chaetacanthus pomareae
Chaetacanthus pomareae är en ringmaskart som först beskrevs av Johan Gustaf Hjalmar Kinberg 1856.  Chaetacanthus pomareae ingår i släktet Chaetacanthus och familjen Polynoidae. Inga underarter finns listade i Catalogue of Life.